# Bloch-Kugel
Die Bloch-Kugel (nach ihrem Entwickler Felix Bloch) ist eine grafisch-geometrische Darstellung in der Quantenmechanik. Sie stellt die Überlagerungen der Zustände eines Zweizustandssystems (beispielsweise eines Qubits) als Punkte auf einer Kugeloberfläche dar.

## Anschauliche Darstellung

Bloch-Kugel

Die Vektoren, die zu den Polen der Bloch-Kugel zeigen, sind die Vektoren der vorgegebenen Basis. Punkte, die auf dem Äquator der Bloch-Kugel liegen, entsprechen jenen Zuständen, die zu gleichen Anteilen aus beiden Basiszuständen bestehen. Die Punkte, die auf der oberen Halbkugel liegen, setzen sich zum größeren Teil aus dem Basiszustand des oberen Basisvektors zusammen, und Punkte auf der unteren Halbkugel setzen sich zu einem größeren Teil aus dem unteren Basiszustand zusammen.
In der rechten Abbildung sind eingezeichnet:
- die Standardbasis-Vektoren {\displaystyle \left|0\right\rangle ,\left|1\right\rangle } (für Spin-Systeme wählt man gewöhnlicherweise {\displaystyle \left|0\right\rangle =\left|z+\right\rangle ,\left|1\right\rangle =\left|z-\right\rangle })
- der Bloch-Vektor {\displaystyle \left|\psi \right\rangle }, der wie folgt definiert ist:

{\displaystyle {\begin{aligned}\left|\psi \right\rangle &=\cos {\frac {\theta }{2}}\left|0\right\rangle +e^{\mathrm {i} \phi }\sin {\frac {\theta }{2}}\left|1\right\rangle \\&=\cos {\frac {\theta }{2}}\left|0\right\rangle +(\cos \phi +\mathrm {i} \sin \phi )\sin {\frac {\theta }{2}}\left|1\right\rangle \end{aligned}}}
Mit {\displaystyle 0\leq \theta \leq \pi } und {\displaystyle 0\leq \phi <2\pi } erhält man so alle Zustände, bei denen die Betragsquadrate der Koeffizienten als Wahrscheinlichkeiten mit der Summe eins interpretiert werden können. Der Koeffizient bei {\displaystyle \left|0\right\rangle } wird auf reelle Werte eingeschränkt, um den physikalisch nicht vorhandenen Freiheitsgrad einer gemeinsamen komplexen Phase beider Komponenten zu eliminieren.
Der Bloch-Vektor entspricht dem Eigenvektor {\displaystyle \left|n+\right\rangle } des Spinoperators {\displaystyle {\hat {S}}_{\vec {n}}={\vec {n}}\cdot {\hat {\vec {s}}}{\overset {.}{=}}{\frac {\hbar }{2}}({\vec {n}}\cdot {\vec {\sigma }})} in {\displaystyle {\vec {n}}}-Richtung, wobei
- die Richtung {\displaystyle {\vec {n}}={\begin{pmatrix}\sin \theta \cdot \cos \phi \\\sin \theta \cdot \sin \phi \\\cos \theta \end{pmatrix}}} im realen Anschauungsraum durch die Winkel {\displaystyle \theta ,\phi } vorgegeben wird und
- {\displaystyle {\hat {\vec {s}}}\;{\overset {.}{=}}\;{\frac {\hbar }{2}}\cdot {\vec {\sigma }}=\!\sum _{i\in \{x,y,z\}}\!\!{\vec {e}}_{i}{\frac {\hbar }{2}}\cdot \sigma _{i}} der Spinoperator-Vektor ist.

Der Eigenvektor {\displaystyle \left|n+\right\rangle } ist kein Vektor im Anschauungsraum, in dem z. B. die Richtung {\displaystyle {\vec {n}}} liegt. Stattdessen ist er Element des Raumes, der durch die Eigenvektoren des Operators {\displaystyle {\hat {S}}_{\vec {n}}} aufgespannt wird.

## Zusammenhänge

### Mit der Riemannschen Zahlenkugel
Die Linearkombination der den beiden Polen zugeordneten Zustandsvektoren (nachfolgend durch {\displaystyle \left|\uparrow \right\rangle } und {\displaystyle \left|\downarrow \right\rangle } bezeichnet) kann, weil es bei einem Quantenzustand nicht auf die Phase ankommt und der Betrag des Ergebnisses auf eins normiert wird, mit einer komplexen Zahl {\displaystyle c} dargestellt werden:
{\displaystyle \left|\Psi \right\rangle ={\frac {\left|\uparrow \right\rangle +c\left|\downarrow \right\rangle }{\sqrt {1+\left|c\right|^{2}}}}}
Der Zähler dieses Bruches ist ein Vektor; der Nenner eine für die Normierung erforderliche Zahl.
Die Bloch-Kugel kann so auf die Riemannsche Zahlenkugel für die komplexe Zahl {\displaystyle c} abgebildet werden.

### Mit der Poincaré-Kugel
Eng verwandt mit der Bloch-Kugel ist die Poincaré-Kugel, die zur Darstellung der Polarisation von Transversalwellen (z. B. Licht) und für die mean-field Beschreibung größerer Spinsysteme verwendet wird.

## Reine und gemischte Zustände
Die Pauli-Matrizen sind hermitesch und bilden zusammen mit der Einheitsmatrix {\displaystyle E} eine Basis des Vektorraums der komplexen {\displaystyle 2\times 2}-Matrizen. Die Dichtematrix eines Qubits kann bezüglich einer festen Basis immer dargestellt werden als
{\displaystyle \rho ={\frac {1}{2}}\left(E+x\sigma _{x}+y\sigma _{y}+z\sigma _{z}\right)={\frac {1}{2}}{\begin{pmatrix}1+z&x-\mathrm {i} y\\x+\mathrm {i} y&1-z\end{pmatrix}}}
Fasst man {\displaystyle (x,y,z)\in \mathbb {R} ^{3}} als Vektor im {\displaystyle \mathbb {R} ^{3}} auf, dann ist {\displaystyle \rho } immer dann positiv semidefinit, also eine zulässige Dichtematrix, wenn {\displaystyle (x,y,z)} in der abgeschlossenen Einheitskugel des {\displaystyle \mathbb {R} ^{3}} liegt. Den Vektor {\displaystyle (x,y,z)} nennt man den Bloch-Vektor. Der Zustand ist genau dann rein, wenn der Bloch-Vektor die Länge eins hat, also auf der Kugeloberfläche liegt.
Zwei reine Zustände sind orthogonal, wenn ihre Bloch-Vektoren sich an genau gegenüberliegenden Punkten auf der Bloch-Kugel befinden. In der Mitte der Blochkugel liegt der vollständig gemischte Zustand, dessen Blochvektor der Nullvektor ist.
Bildet man eine Mischung aus einem Anteil {\displaystyle p} des Zustands mit Bloch-Vektor {\displaystyle {\vec {v}}} und einem Anteil {\displaystyle 1-p} des Zustands mit Bloch-Vektor {\displaystyle {\vec {w}}}, dann wird das Gemisch durch den Bloch-Vektor {\displaystyle p\cdot {\vec {v}}+(1-p)\cdot {\vec {w}}} beschrieben. Man kann also alle Zustände als Konvexkombination reiner Zustände schreiben, und die Bloch-Kugel zeigt auch, dass der Zustandsraum eine konvexe Menge ist, deren Extremalpunkte die reinen Zustände sind.

## Geometrische Deutung
Sind {\displaystyle \left|\uparrow \right\rangle } und {\displaystyle \left|\downarrow \right\rangle } Spinzustände zur Spinquantenzahl 1⁄2, etwa Parallelstellung und Antiparallelstellung eines Elektrons im Magnetfeld, dann zeigt im Überlagerungszustand der Erwartungswert des (vektoriellen) Spinoperators in die Richtung, die der zugeordnete Punkt auf der Bloch-Kugel andeutet.